# Cidariplura ochreistigma
Cidariplura ochreistigma là một loài bướm đêm trong họ Noctuidae.